# Tipula iliensis
Tipula iliensis är en tvåvingeart som beskrevs av Mannheims 1965. Tipula iliensis ingår i släktet Tipula och familjen storharkrankar. Inga underarter finns listade i Catalogue of Life.